# Project Gent-Sint-Pieters

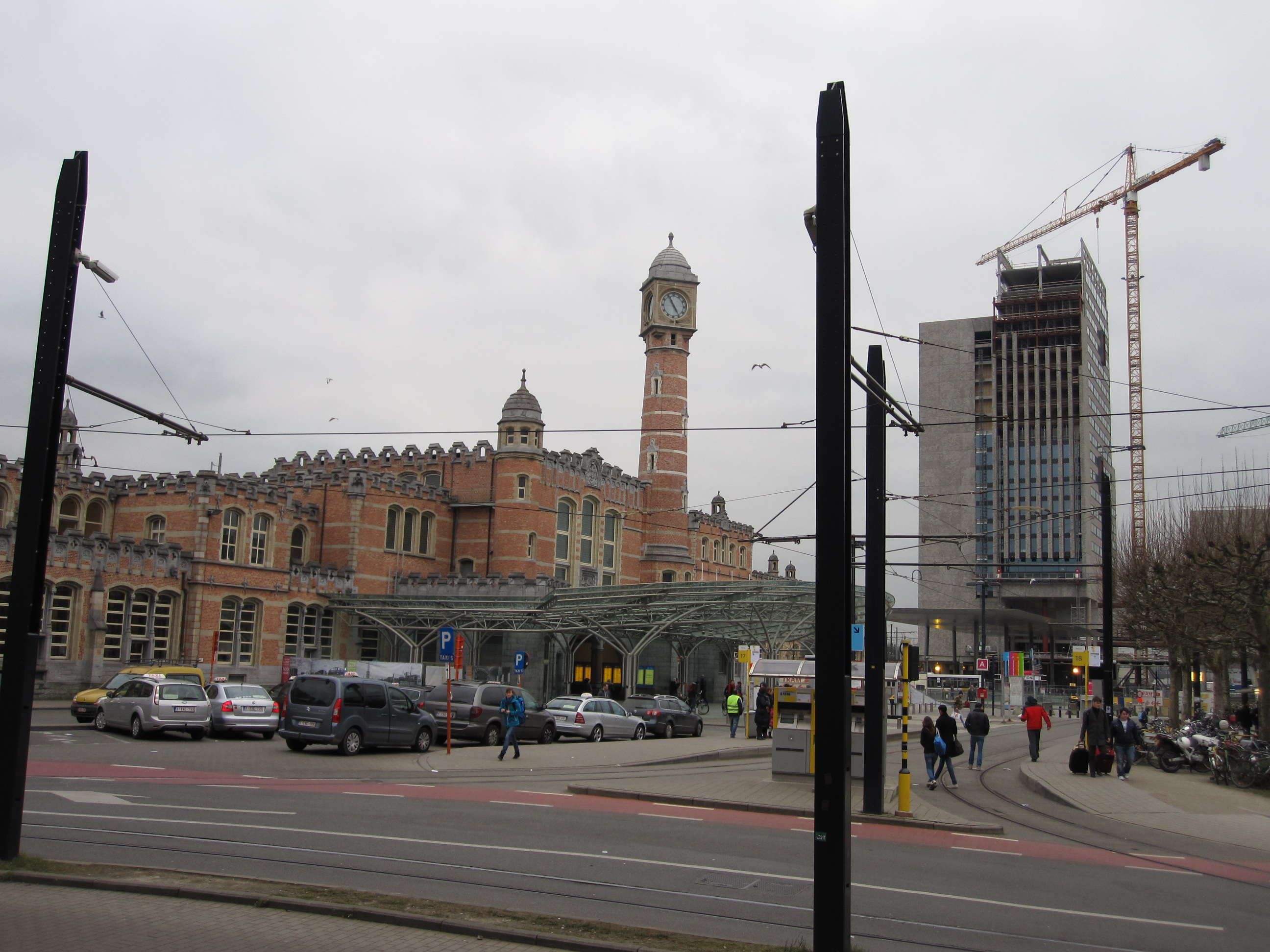
Maart 2013: zijaanzicht vanaf het Flandria Palace

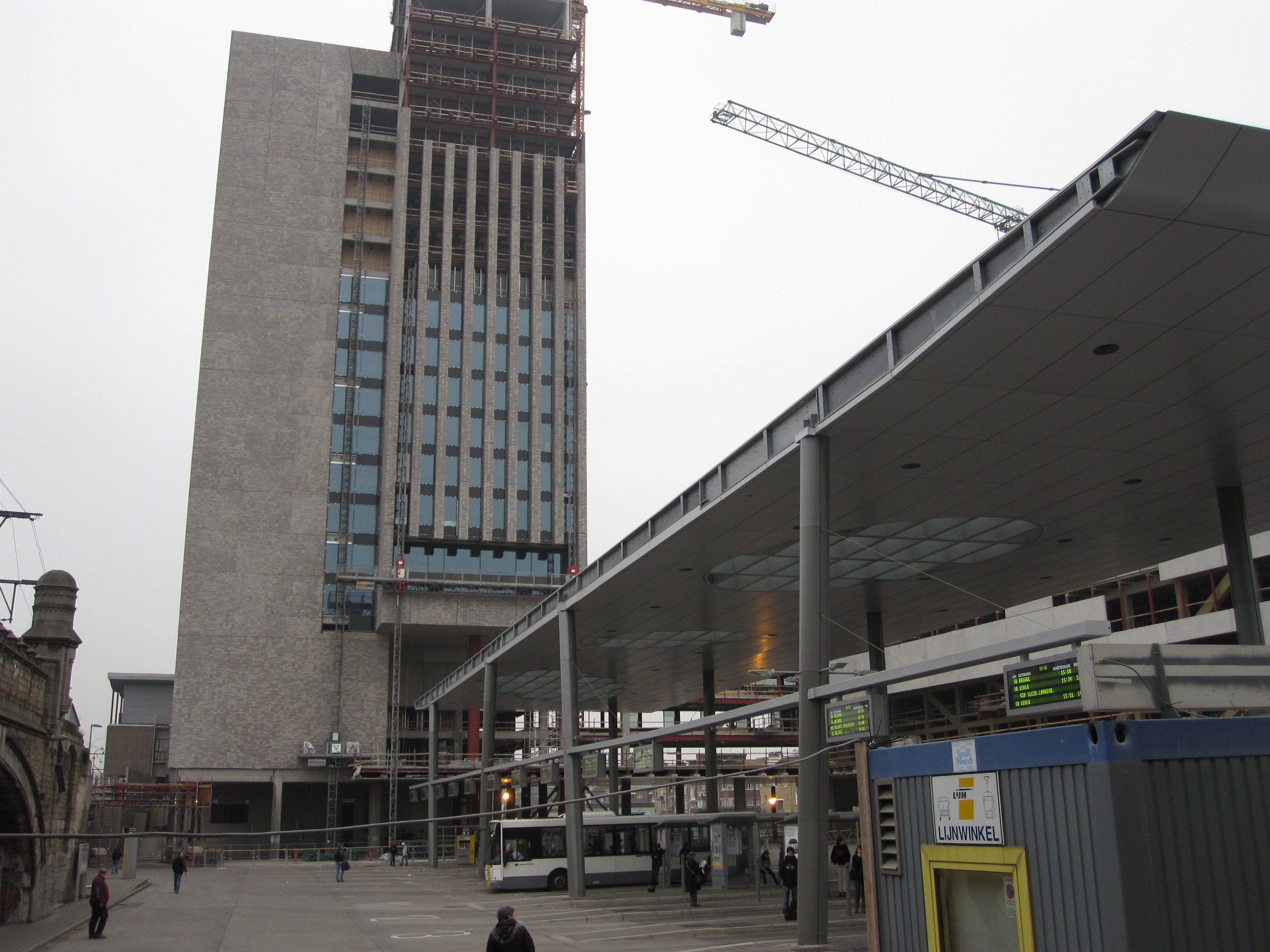
Februari 2013: nieuwe busstation met (halve) luifel + Virginie Lovelinggebouw (De Link) in aanbouw

Het Project Gent-Sint-Pieters is een stedenbouwkundig project dat vanaf 2005 in de Stad Gent het treinstation Gent-Sint-Pieters en zijn omgeving grondig verandert en vernieuwt.
Het is een van de grootste strategische en bouwkundige projecten van de stad. Het einde van de werken is voorzien voor 2027, de ontwikkeling van projecten langs de Koningin Fabiolalaan niet inbegrepen. Verschillende partners werken samen, zoals Stad Gent, het Agentschap Wegen en Verkeer, NMBS (en van 2005 tot 2014 de NMBS-Holding), Infrabel, Eurostation en De Lijn. De totale investering wordt geraamd op 496 miljoen euro, waarvan 5% door de stad Gent wordt betaald. Door de grote omvang van het project is deze in diverse deelprojecten verdeeld.
De omgeving heeft een belangrijke functie als woon- en werkomgeving en heeft een belangrijke verkeersfunctie in de stad. Er is een verscheidenheid aan aanpassingen gepland, zowel aan het ontwikkelen van de leefomgeving als het verbeteren van het openbaar vervoer. Het gebruik van de ruimte in de buurt moet beter ingevuld worden en tussen twee groene longen van de stad, het Citadelpark en de Blaarmeersen, moet een groene as komen.

## Begin
Het eerste overleg tussen de stad Gent en de NMBS vond al plaats in 1996. In de jaren nadien werden er werkgroepen opgericht en initiële plannen opgemaakt.
Op 6 juli 2004 ondertekenden de NMBS, De Lijn, Stad Gent, AWV en Eurostation een samenwerkingsovereenkomst met betrekking tot het financieel engagement en de coördinatie van het Masterplan.
Op 15 december 2006 keurde de Vlaamse Regering het Gewestelijk Ruimtelijk Uitvoeringsplan (GRUP) goed. Op 19 december 2006 werden de drie bouwvergunningen met betrekking tot het stationscomplex, de heraanleg van de Koningin Fabiolalaan en de Valentin Vaerwyckweg afgeleverd.

## Plannen

### Trein
Aan het stationsgebouw, een beschermd monument van architect Louis Cloquet, en aan de bomenrij met fontein op het Koningin Maria-Hendrikaplein, een beschermd stadsgezicht, wordt niet geraakt. De 12 perrons achter het stationsgebouw daarentegen ondergaan een volledige metamorfose. De Voskenstunnel (vroegere autotunnel), de oude tramtunnel, de diensttunnel en de reizigerstunnel, die onder de sporen doorlopen, maken plaats voor een open hal die zich spreidt van de Ganzendries tot aan de 'fotowand' van de nieuwe, tijdelijke tramtunnel. De perrons worden breder (11 meter), toegankelijker en krijgen een glazen overkapping die, samen met het glas in de perrons, ervoor zal zorgen dat het licht tot op de gelijkvloerse verdieping doorschijnt.
De open hal zal plaats bieden aan winkels en horecazaken. De smalle achteringang van het station wordt vervangen door een grote, volwaardige ingang, waarvoor een tweede volwaardig stationsplein zal komen, het Prinses Mathildeplein.

### Tram en bus
Niet alleen voor treinen, maar ook voor de bussen en trams van De Lijn is het station belangrijk. Er wordt een volledig nieuw tram- en busstation gebouwd, op de plaats waar het postgebouw stond. Het busstation zal 12 perrons tellen, die plaats bieden aan 24 gelede bussen. Het nieuwe tramstation zal vier sporen tellen, maar wordt pas na de eigenlijke stationswerken (ca. 2022) aangelegd onder de treinsporen. In het stationsgebouw komt een Lijn- en Mobiliteitswinkel.

### Fiets
De talrijke fietsenstallingen, die het straatbeeld rond het station bepalen, verdwijnen en worden vervangen door 10.000 nieuwe overdekte plaatsen op het niveau -1 van het ondergrondse complex. Later werden de plannen aangepast naar een streefdoel van 17.000 plaatsen om aan de vraag te voldoen.

### Wagen
De nieuwe ondergrondse parking van 2.810 plaatsen moet de parkeerdruk in de buurt van het station oplossen. De nieuw aangelegde Valentin Vaerwyckweg zorgt dan weer voor een vlotte, rechtstreekse verbinding tussen de stationsomgeving en de R4 Ringvaart en de E40 (via de Adolphe Pégoudlaan - Flanders Expo). De vroegere Kiss & Ride-zone wordt vervangen door enkele nieuwe, grotere zones en ook voor de taxi's worden er nieuwe, ondergrondse plaatsen voorzien.

### Ontwikkeling
Langs de Koningin Fabiolalaan komen een groot aantal hoge en middelhoge woon- en werkgebouwen. Dicht bij het station worden dit vooral commerciële gebouwen, naar de Blaarmeersen toe worden vooral residentiële gebouwen ingepland. De wijk moet groen en levendig ingevuld worden en uiteindelijk moet een groene as ontstaan van het Citadelpark tot aan de Blaarmeersen. Met de bouw van het Virginie Lovelinggebouw (VAC Gent) in augustus 2011, is meteen ook de eerste ontwikkeling langsheen de Fabiolalaan van start gegaan. Het gebouw, een toren van 90 meter hoog met een zijarm in laagbouw, verrees tussen het seinhuis, de Koningin Fabiolaan en het nieuwe busstation. Het gebouw kreeg als werknaam 'De Link', gekozen uit ruim 350 inzendingen bij een wedstrijd.

## Voorbereidende werken (2005-2010)
De voorbereidende werken van het project werden afgerond in het najaar van 2010. Deze werken dienden te gebeuren alvorens men aan de eigenlijke stationswerken zelf kon beginnen:
- Bouw parkeertoren: tussen juni 2005[4] en juni 2006[5]
- Start restauratie uurwerktoren: 13 maart 2006[6]
- Start vervanging van de oude luifel aan de noordelijke hoofdingang door een nieuwe: 31 januari 2007[7]
- Begin wegenwerken St.-Denijslaan: april 2007[8]
- Heraanleg Clementinalaan: van augustus 2007[9] tot september 2008[10]
- Start aanleg Timichegtunnel: augustus 2007[11]. Openstelling: maandag 13 december 2010. Deze nieuwe tunnel onder de treinsporen verbindt de St.-Denijslaan, ter hoogte van de sporthal van de Hogeschool Gent, met de ondergrondse parkeergarage.
- Start aanleg "Tijdelijke tramtunnel": augustus 2007[12]. Openstelling: woensdag 3 november 2010
- Afbraak Oud Postgebouw: 17 en 25 november 2007[13]
- Openstelling van het eerste deel van de ondergrondse parkeergarage: maandag 13 december 2010.
- Aanleg (verplaatsing) tramsporen lijn 1 van en naar de nieuwe (tijdelijke) tramtunnel: woensdag 3 november 2010.
- Ingebruikname van het eerste deel van het nieuwe busstation: maandag 8 november 2010.
- Openstelling eerste deel van de nieuwe verbindingsweg, Valentin Vaerwyckweg, van de R4 Ringvaart tot aan campus Schoonmeersen van de Hogeschool Gent: maandag 15 november 2010.
- Openstelling tweede deel van de Valentin Vaerwyckweg, deel campus Schoonmeersen tot aan de St.-Denijslaan / Timichegtunnel: maandag 20 december.
- Definitieve sluiting van de oude tramtunnel en de Voskenstunnel: maandag 8 november 2010. De oude tramtunnel blijft toegankelijk voor voetgangers. Treinreizigers kunnen er ook nog steeds naar de oude treinperrons gaan.
- Sloop gebouwen (cafés) in de St. Denijslaan, tussen de Voskenslaan en de Ganzendries: najaar 2010.

## Eigenlijke stationswerken en andere afwerkingen (vanaf 2010)
Werkzaamheden sinds november 2010:

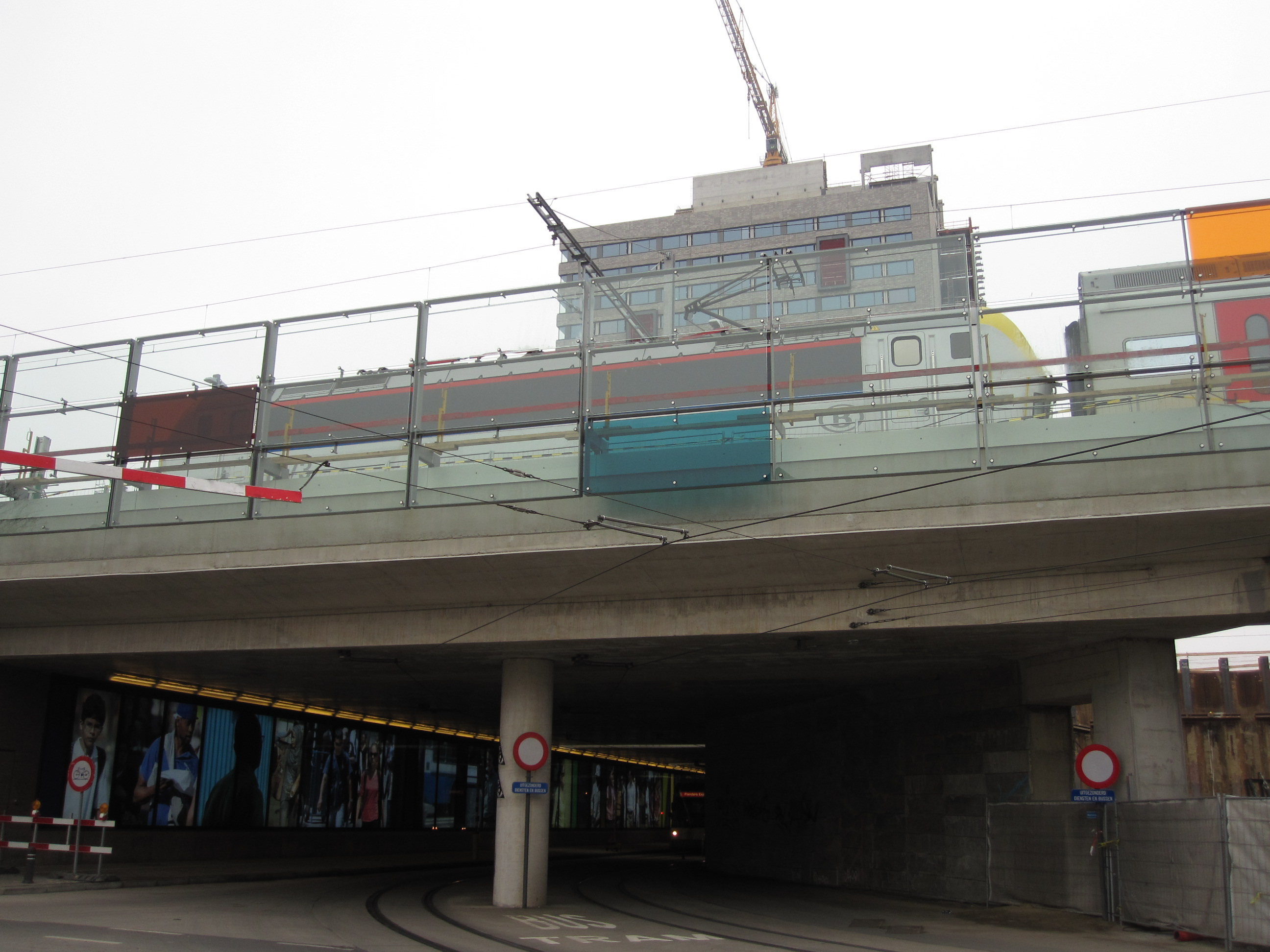
Februari 2013: spoor 12 opnieuw in gebruik (sinds najaar 2012).

- Uitgraven en bouw van het laatste deel van het ondergrondse complex. In dit gedeelte komen op niveau -1 de fietsenstalling, de Kiss & Ride zone en de taxizone. Op niveau -2 en -3 komt het laatste deel van de parkeergarage. De ruwbouw werd opgeleverd in het najaar van 2011. Het eerste deel van de fietsenstalling werd opengesteld op maandag 29 oktober 2012.
- Aanleg van de nieuwe toegangshelling vanaf de Ventweg (Koning Albertlaan) naar de Kiss & Ride- en taxizone en naar de fietsenstalling. De helling werd in eerste fase op maandag 29 oktober 2012 opengesteld voor fietsers. Vanaf het voorjaar van 2013 wordt deze helling voorbehouden voor Kiss & Ride en taxi's.
- Verdere afwerking van het busstation. De luifel van het busstation werd in januari 2012 uitgebreid met een tweede deel richting stationsgebouw. De eerste bussen hielden halt onder het tweede deel in augustus 2012.
- Aanleg van de voetgangers- en fietsershelling die het station met de ondergrondse niveaus verbindt. Vlak naast het stationsgebouw werd er nog een extra zogenaamde groene "hellende tuin" aangelegd; deze werd op 5 oktober 2015 officieel geopend.[14]
- Afwerking van het tramstation. Nadat de 12 perrons van het station onderhanden zijn genomen, kan men in de open ruimte onder de treinsporen het nieuwe tramstation aanleggen.

### Fase 1 (sporen 12 t.e.m. 8, 2010-2018)

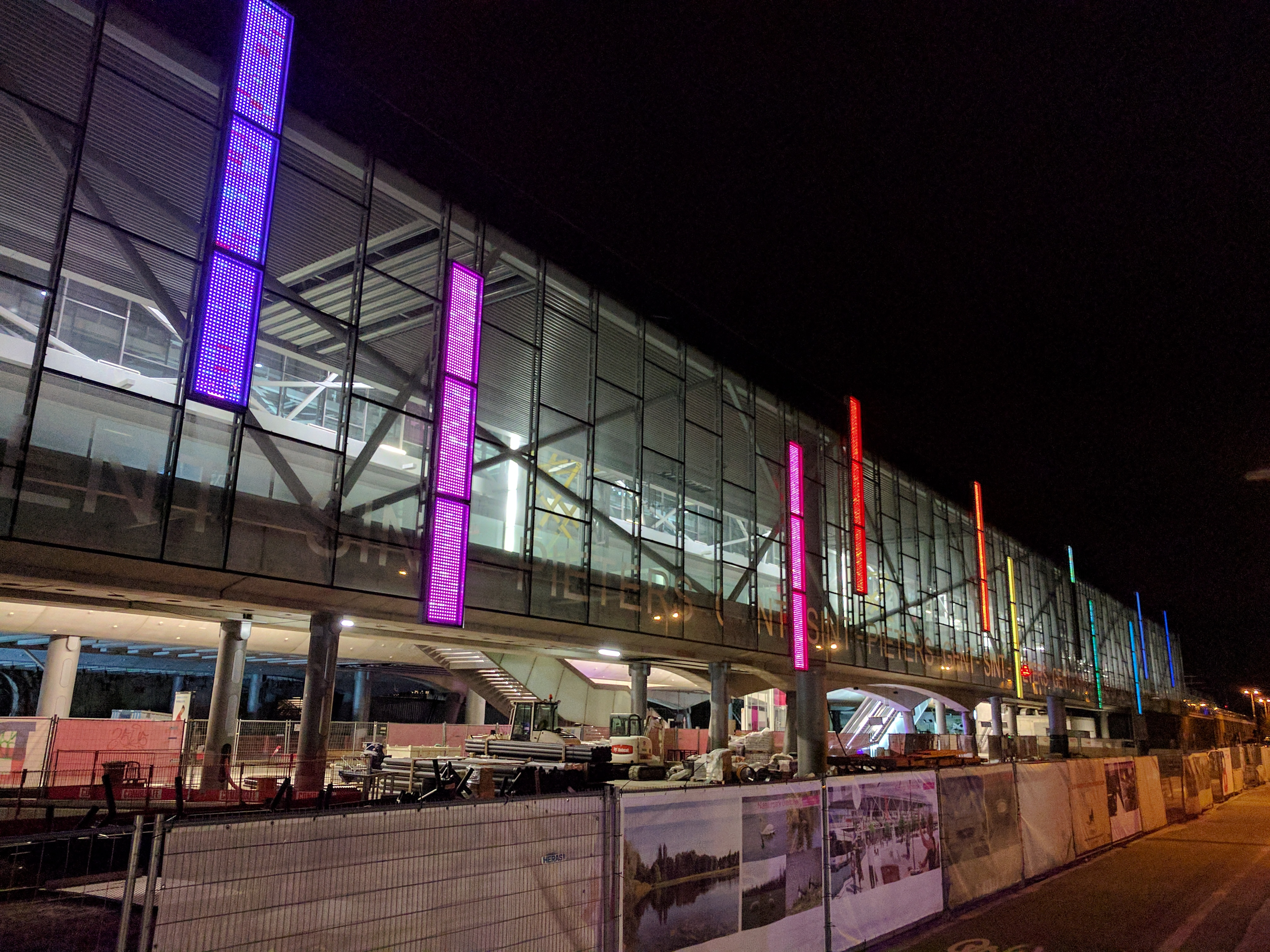
De achtergevel (aan spoor 12) in het donker, met de lichtgevende panelen (anno 2017).

In september en december 2010 werden respectievelijk spoor 12 en 11 buiten dienst gesteld, waarna de eerste, meest ingrijpende afbraakwerken volgden: sporen en perrons 11 en 12 en de stationsgevel aan de Sint-Denijslaan -met o.a. de sloop van het eerste gedeelte van de Voskenstunnel, de oude tramtunnel, de dienstentunnel en de oude reizigerstunnel. Meteen na de afbraakwerken begon de opbouw van het nieuwe spoorviaduct voor spoor 12. De ruwbouw van spoor/perron 12 werd, na iets meer dan anderhalf jaar, opgeleverd in augustus 2012. Het 400 meter lange spoor 12 werd vervolgens op 12 november 2012 officieel geopend, zij het met een perron met een voorlopige breedte van 3,40 meter. Wanneer ook spoor 11 is afgewerkt, zal er 11 meter ruimte zijn tussen spoor 11 en 12, maar ook tussen alle andere, nieuwe sporen.
Op het moment dat het nieuwe spoor 12 in dienst werd genomen (12 november 2012), gingen spoor en perron 10 buiten dienst. Na de afbraak van dit spoor en perron werd gestart met de bouw van de gezamenlijke spoorbak 10-11. Na voltooiing van de spoorbak 10-11 werd spoor 12 midden januari 2014 weer uit dienst genomen zodat perron 11-12 verder afgewerkt kon worden. Spoor 12 kwam in juni 2014 weer in dienst en spoor 11 op 26 januari 2015. Op 2 februari 2015 werd spoor 9 buiten dienst gesteld, waarna spoor 10 werd afgewerkt. In september 2015 werd er een doorgang opengesteld onder perron 11-12 die de reizigerstunnel en de oude tramtunnel verbindt. Dit is de eerste ruimte die werd gecreëerd in wat bij de afwerking een grote open ruimte zal worden. Een tijdje later, op 7 december 2015, ging spoor 10 in dienst en werd spoor 8 buiten dienst gesteld.
Spoor 8 werd begin 2016 volledig afgebroken om vanaf april 2016 de spoorbak 9-8 aan te leggen. Vervolgens wordt het volledige perron 10-9 voltooid. Begin mei 2017 werd de eerste definitieve trap naar perron 10 in dienst genomen. Spoor 9 en 8 werden op 10 december 2017 in dienst genomen.

### Fase 2 (sporen 7 t.e.m. 1, 2021-2027)
De tweede fase, namelijk spoor 7 tot en met spoor 1, zal worden uitgevoerd onder een andere aanbesteding. Door vertragingen bij de eerste fase werd de voorziene start van de tweede fase, te beginnen bij spoor 7, opgeschoven naar het derde kwartaal van 2018. Uiteindelijk startten de werken op 21 september 2021. Het vermoedelijk einde, wanneer spoor 1 klaar is, zou 2027 worden. De eerste fase viel fors duurder uit dan voorzien, waardoor de NMBS wil besparen op de tweede fase. De Stad Gent wil hier niet van weten en vraagt om de investering te spreiden in twee aanbestedingen.
In november 2020 publiceerde het Rekenhof een verslag over de renovatie van het station. Het Rekenhof stelde een ernstige budgetoverschrijding vast m.b.t. de eerste fase: zo lag de werkelijke kostprijs 36,2% hoger dan het gegunde bedrag. Tevens was het niet gelukt de aanbestedingsprocedure voor de tweede fase af te ronden, ondanks een vereenvoudiging van het oorspronkelijke ontwerp. Het jaar 2027 werd naar voren geschoven als aangepaste streefdatum voor het einde van de werken.
In februari 2022 werd bekend dat de stationswerken vertraging zouden oplopen nadat de bemalingsvergunning werd geweigerd. De werken kwamen daardoor midden maart 2022 terug stil te liggen. Een maand later gaf de Stad Gent dan toch haar toestemming voor de bronbemaling en konden de werken hervatten.

## Foto's

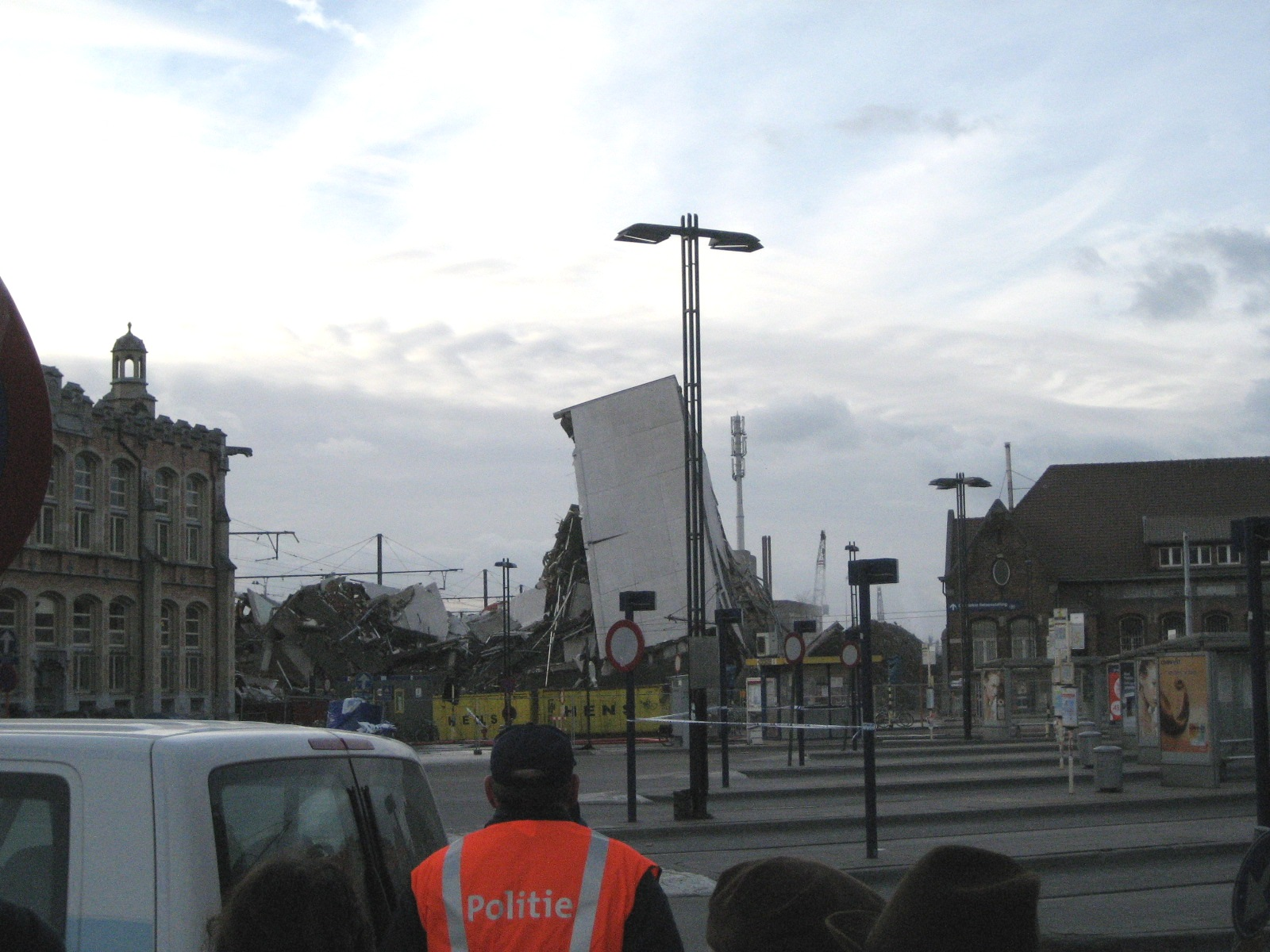
November 2007: afbraak oude postgebouw.
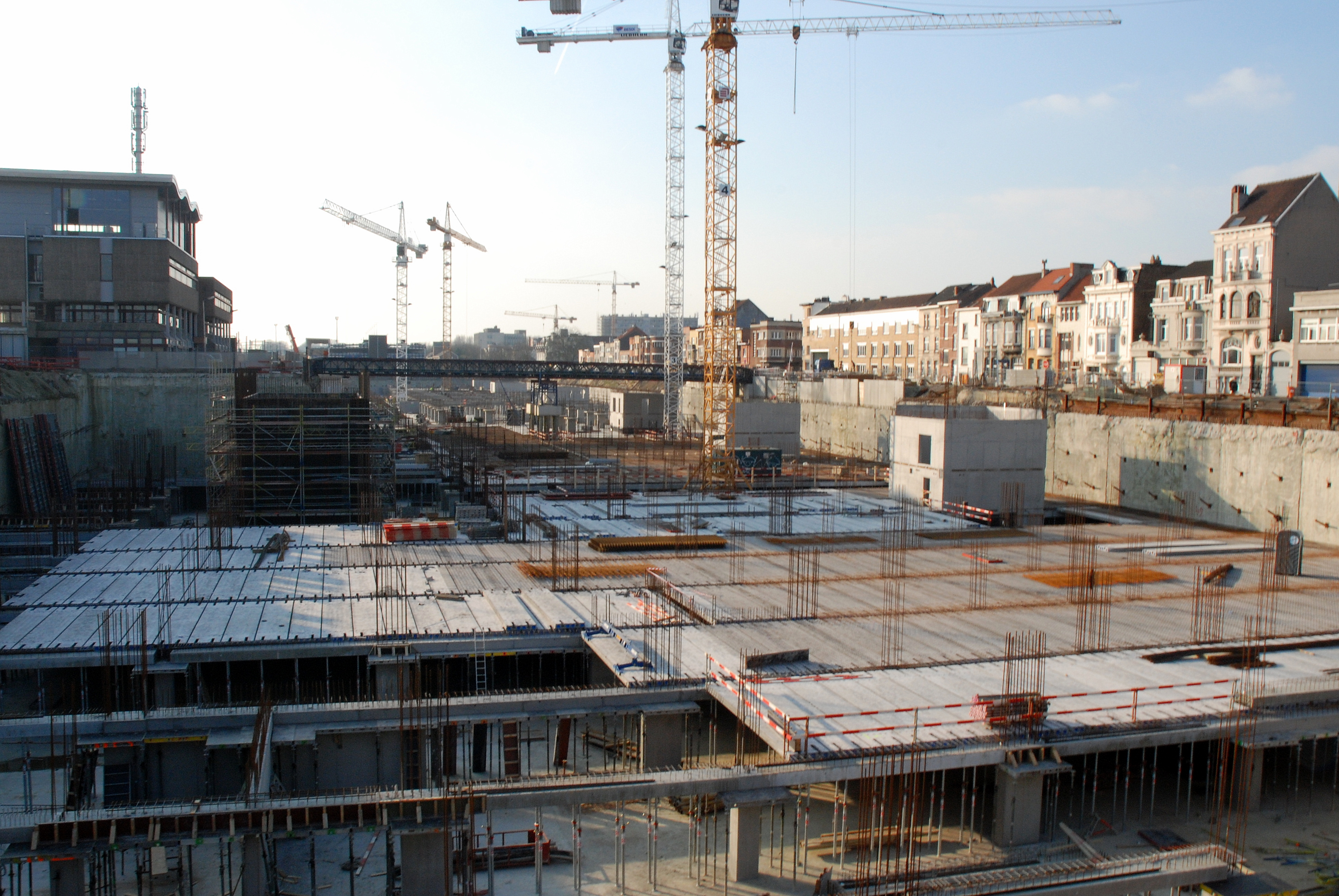
Maart 2009: een bouwput langs de Koningin Fabiolalaan.
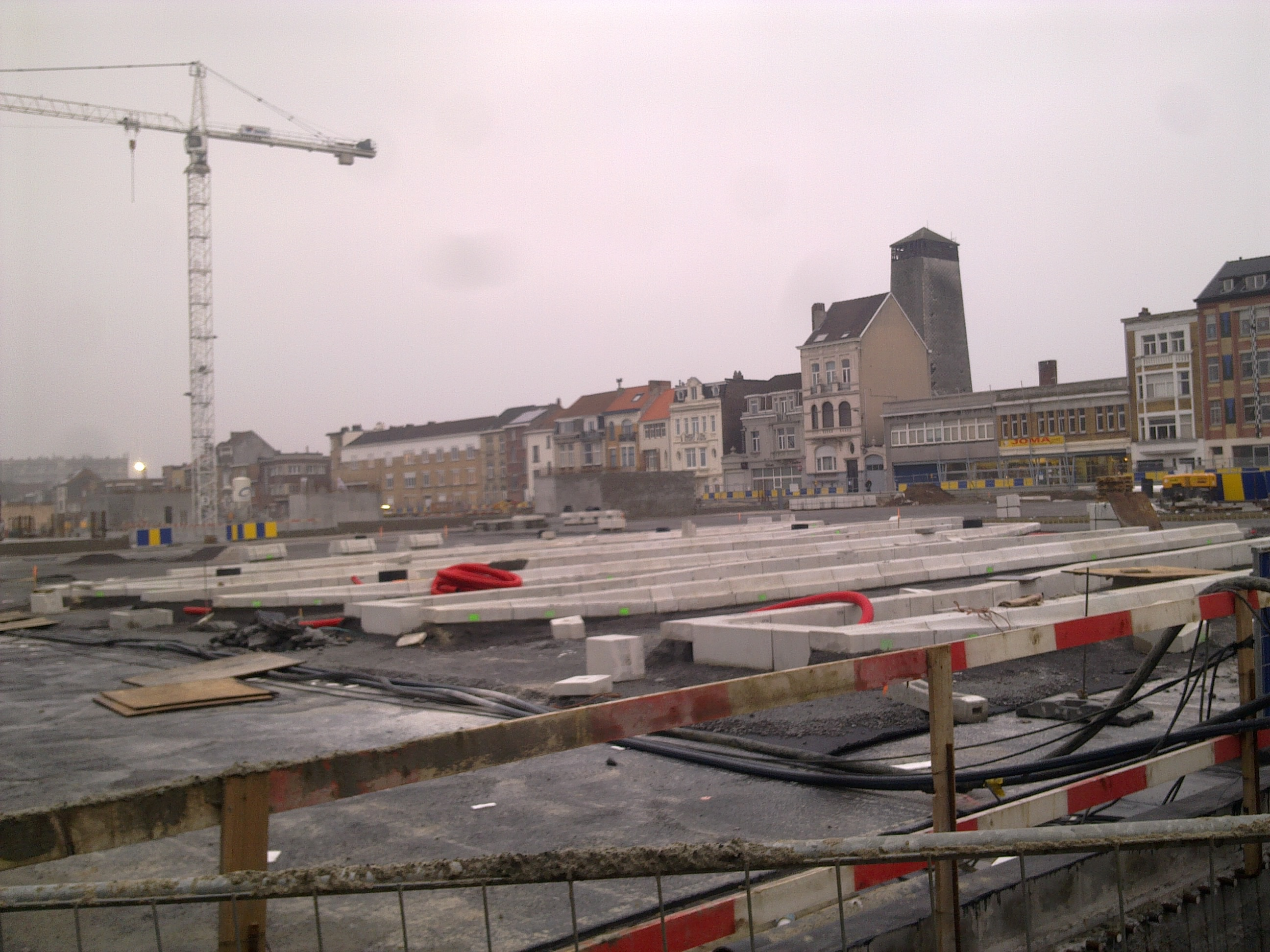
Februari 2010: opbouw eerste acht van de twaalf busperrons.
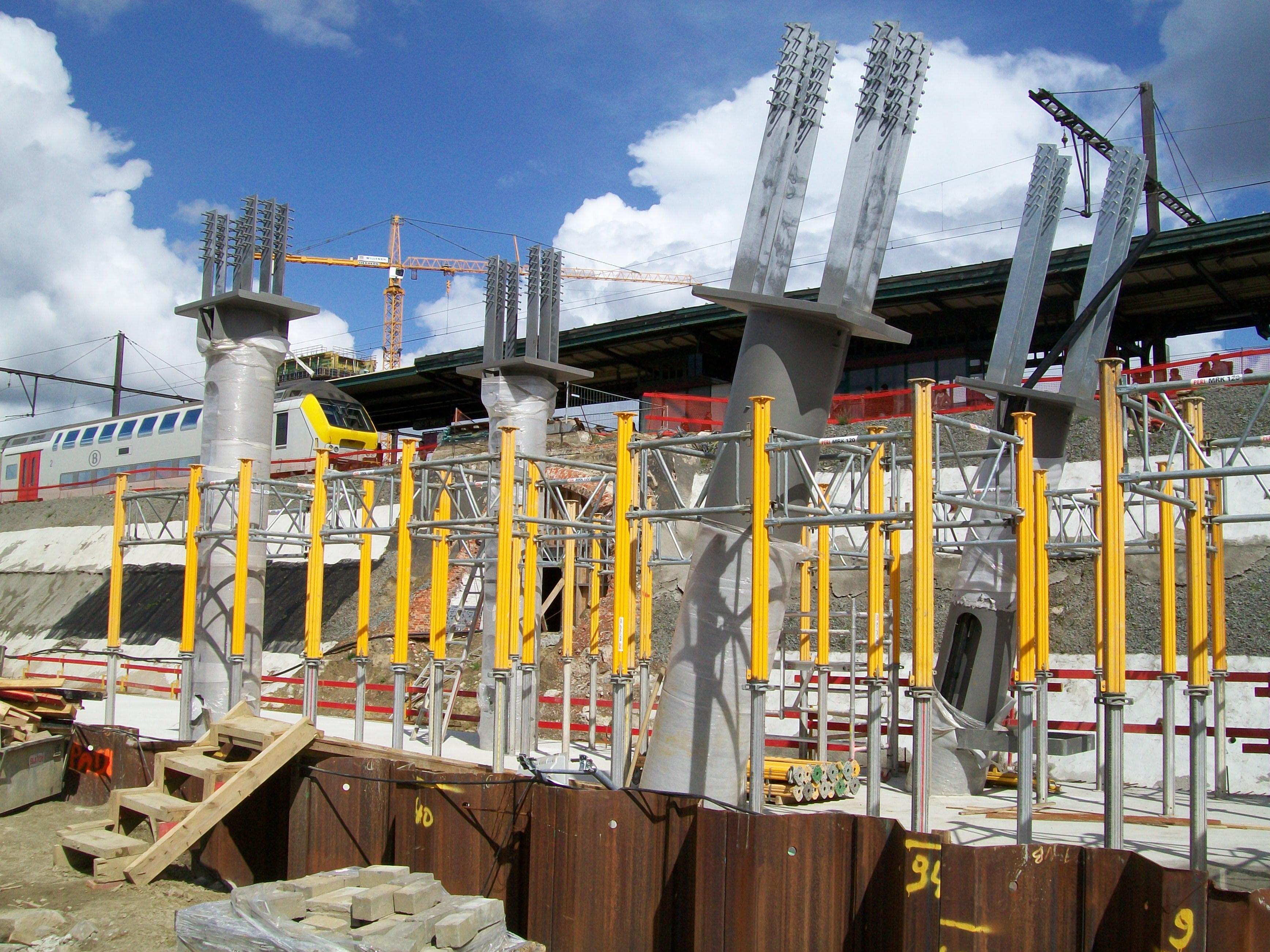
April 2012: aanleg viaduct spoor 12.
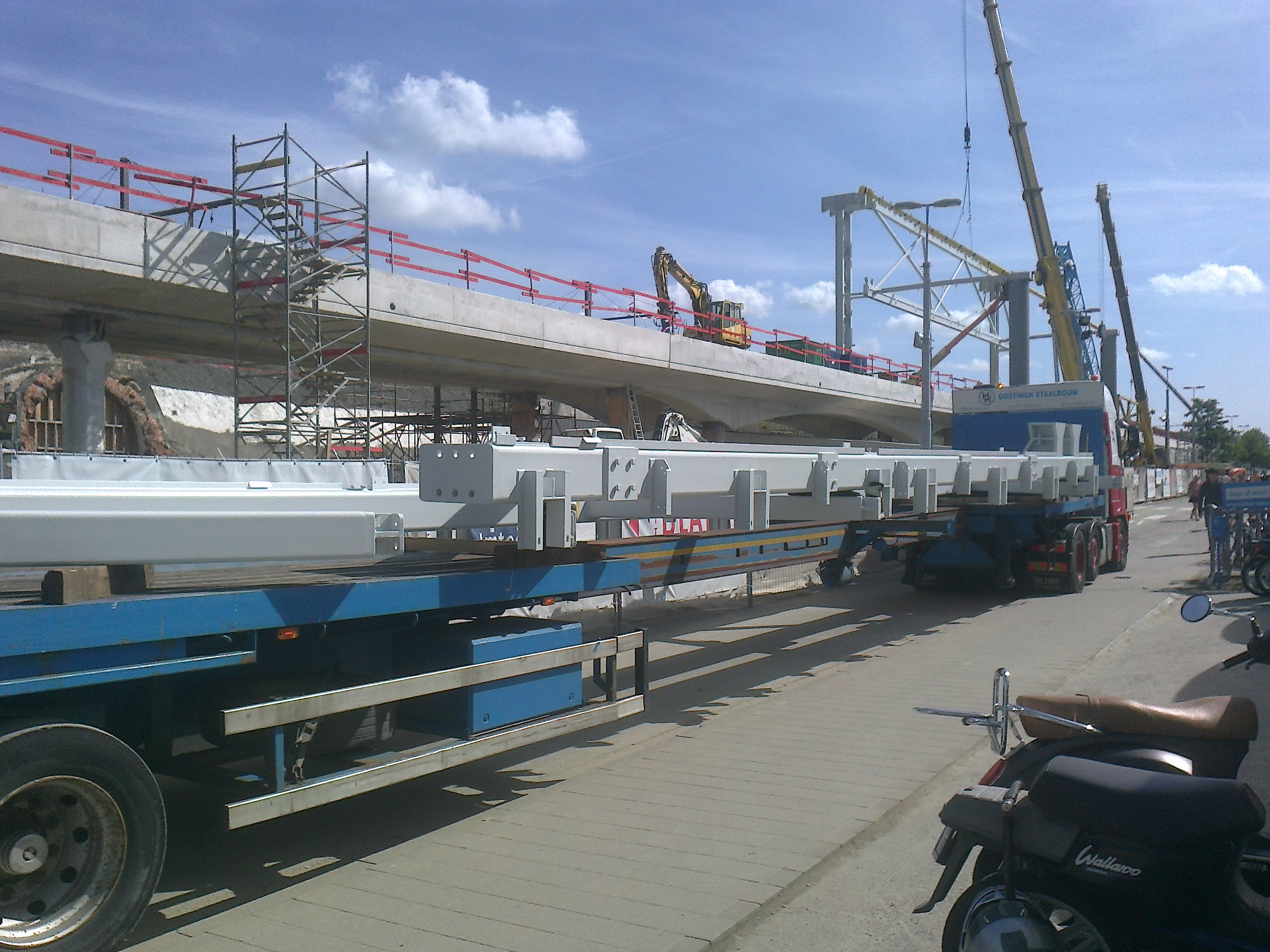
September 2012: ruwbouw viaduct spoor 12 opgeleverd, start aanleg achtergevel, kant Sint-Denijslaan.
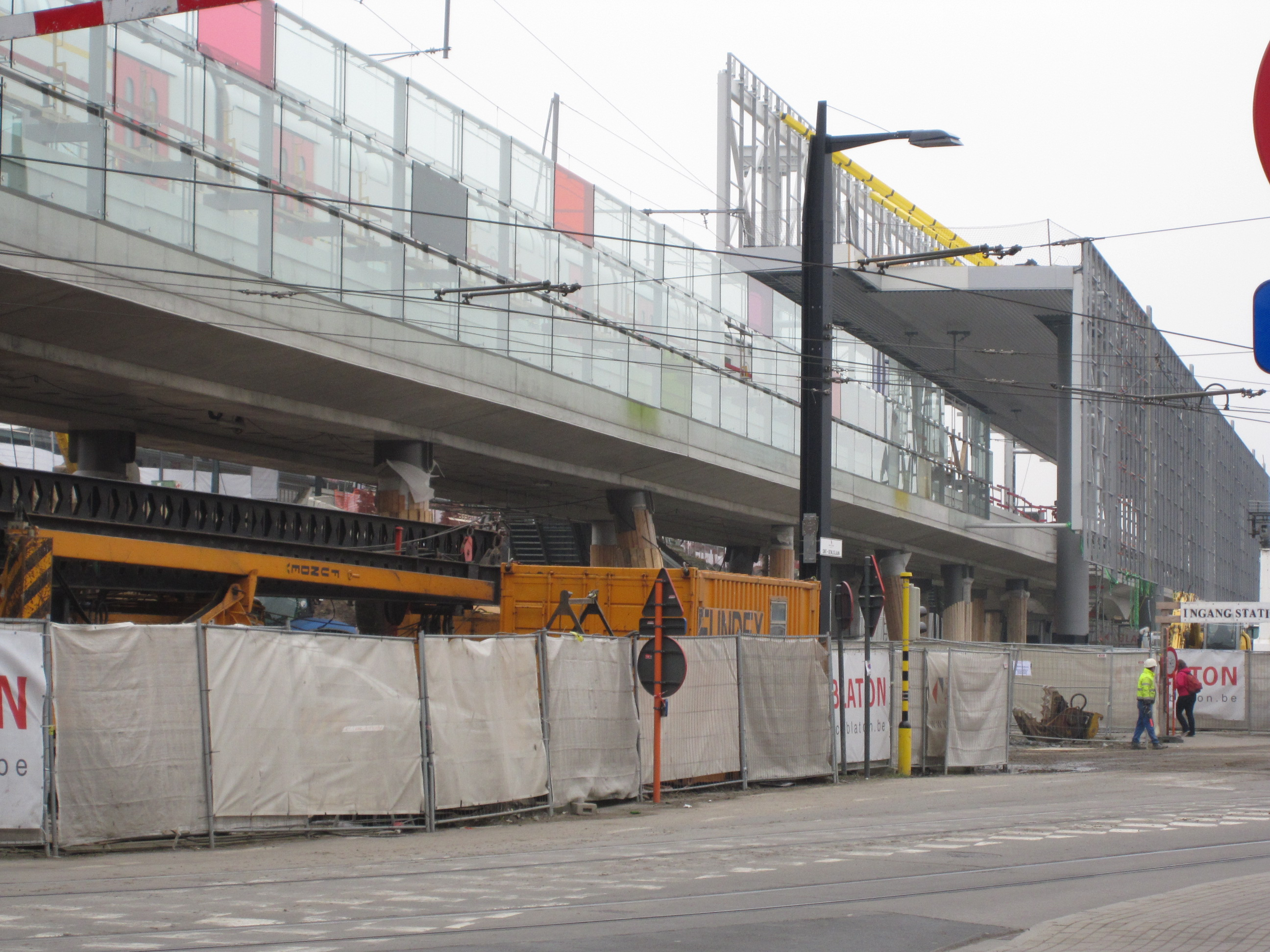
Februari 2013: spoor 12 en stationsgevel-in-aanbouw.
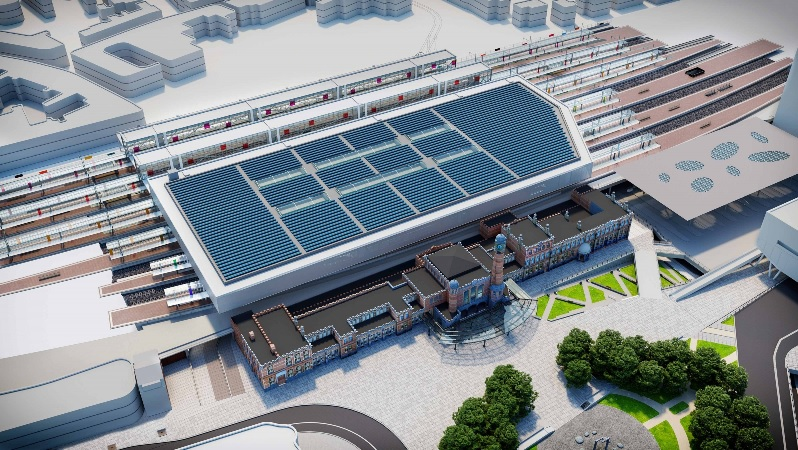
Station Gent St-Pieters (voorstel 24 januari 2020)
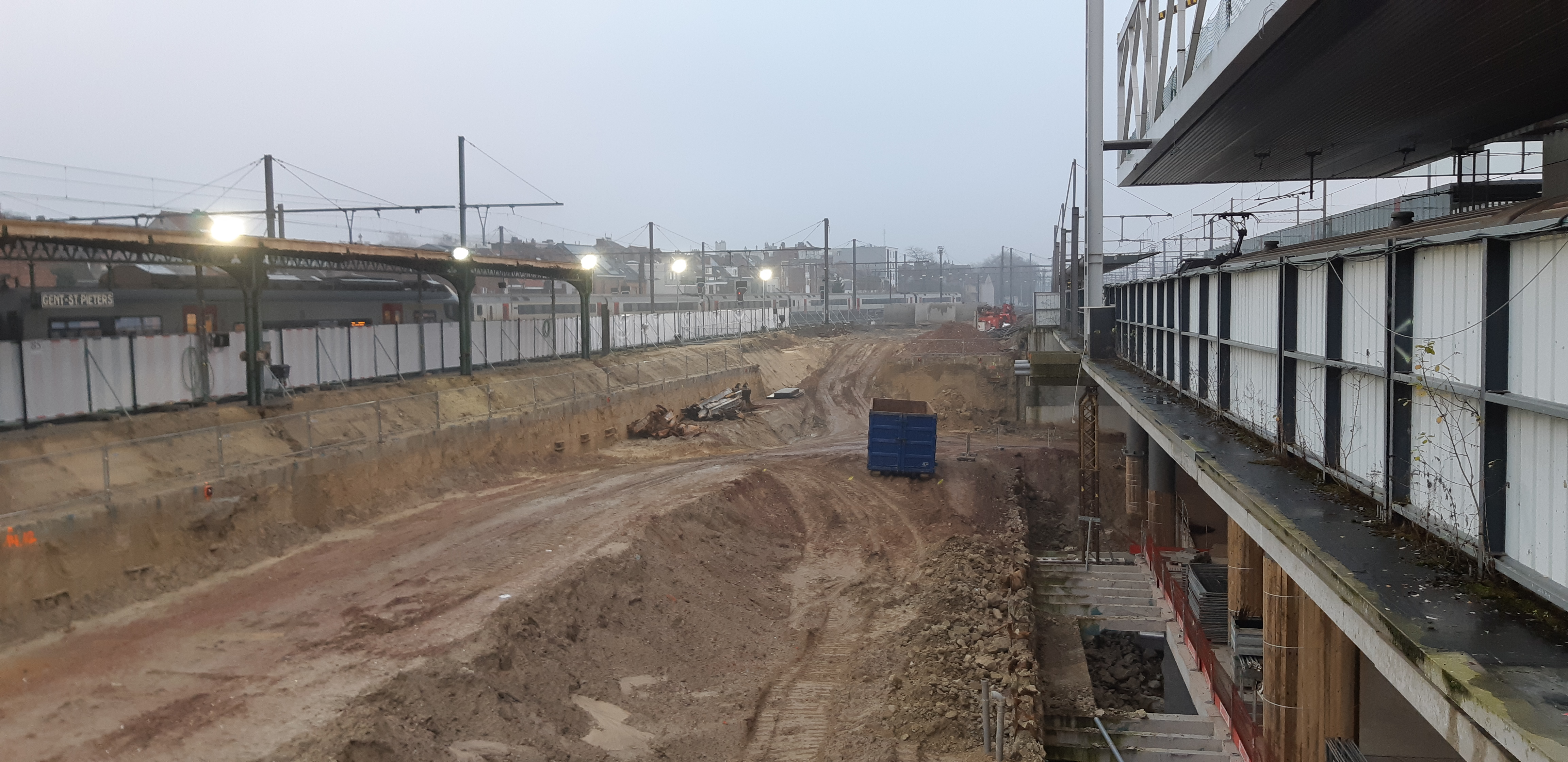
Januari 2022: bouwput voor de aanleg van sporen 6 en 7
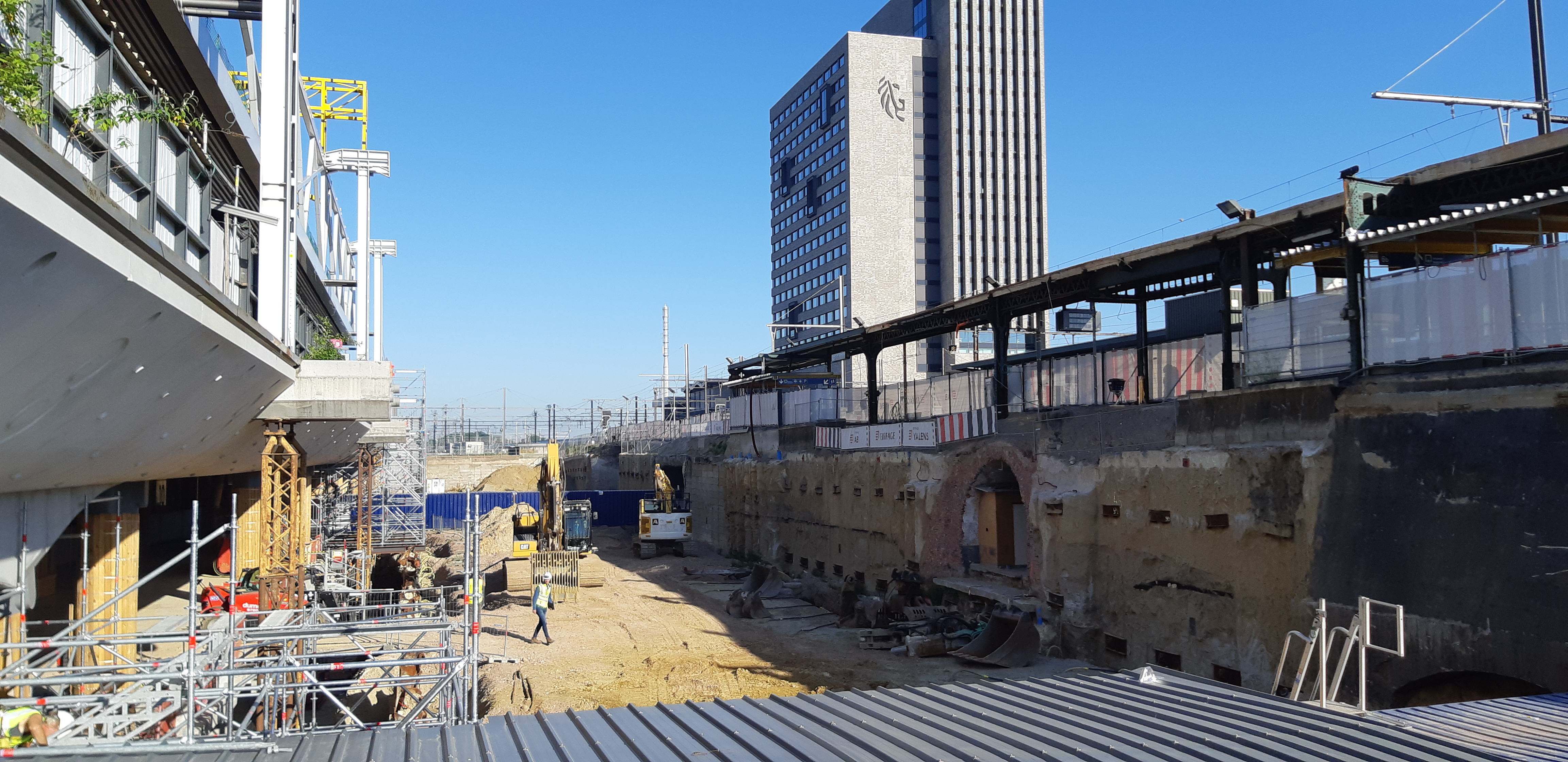
Juni 2022: bouwput voor de aanleg van sporen 6 en 7